# Pedro Almodóvar
Pedro Almodóvar Caballero (født 25. september 1949 i Calzada de Calatrava, Spanien) er en spansk filminstruktør, manuskriptforfatter og producer. 
Han er den mest succesfulde og internationalt kendte spanske filmskaber i sin generation. Hans film bruger elementer fra popkulturen, populære sange, humor og stærke farver. Almodóvar dømmer aldrig sine karakterers handlinger lige meget hvad de gør, men han præsenterer dem som de er i al deres kompleksitet. Ønsker, passion, familie og identitet er instruktørens favorittemaer. Almodóvars film nyder en verdensomspændende popularitet.
Som 17-årig tog han til Madrid, og i 1980 debuterede han som filminstruktør med filmen "Pepi, Luci, Bom y otras chicas del montón". I 1983 begyndte han at blive kendt rundt omkring i verden for filmen "Entre Tinieblas", men det var først i 1988, da han lavede sin meget berømte film "Mujeres al borde de un ataque de nervios" at han blev decideret verdenskendt. 

## Filmliste
- Pepi, Luci, Bom y otras chicas del montón (1980)
- Passionernes labyrint (1982)
- Entre Tinieblas (1983)
- ¿Que he hecho yo para merecer esto? (Hvad har jeg gjort for at fortjene dette?) (1984)
- Kærlighedens matadorer (1986)
- La ley del deseo (Begærets lov) (1987)
- Kvinder på randen af nervøst sammenbrud (1988)
- Bind mig, elsk mig (1990)
- Høje hæle (1991)
- Kika (1993)
- Min hemmeligheds blomst (1995)
- Kødet skælver (1997)
- Alt om min mor (1999)
- Tal til hende (2001)
- Dårlig dannelse (2004)
- Volver (2006)
- Brudte favntag (2009)
- Huden jeg bor i (2011)